# Volkswagen Passat B4
Volkswagen Passat B4 (тип 3A) — модель середнього класу від Volkswagen. Він був представлений восени 1993 року як наступник VW Passat B3. Це не абсолютно новий автомобіль, а скоріше комплексний подальший розвиток Passat B3.
Автомобіль випускався з жовтня 1993 року по травень 1997 року на заводі VW в Емдені та на заводі Volkswagen у Братиславі. У жовтні 1996 року седан B4 був замінений наступником VW Passat B5, а через шість місяців – Variant.

## Опис

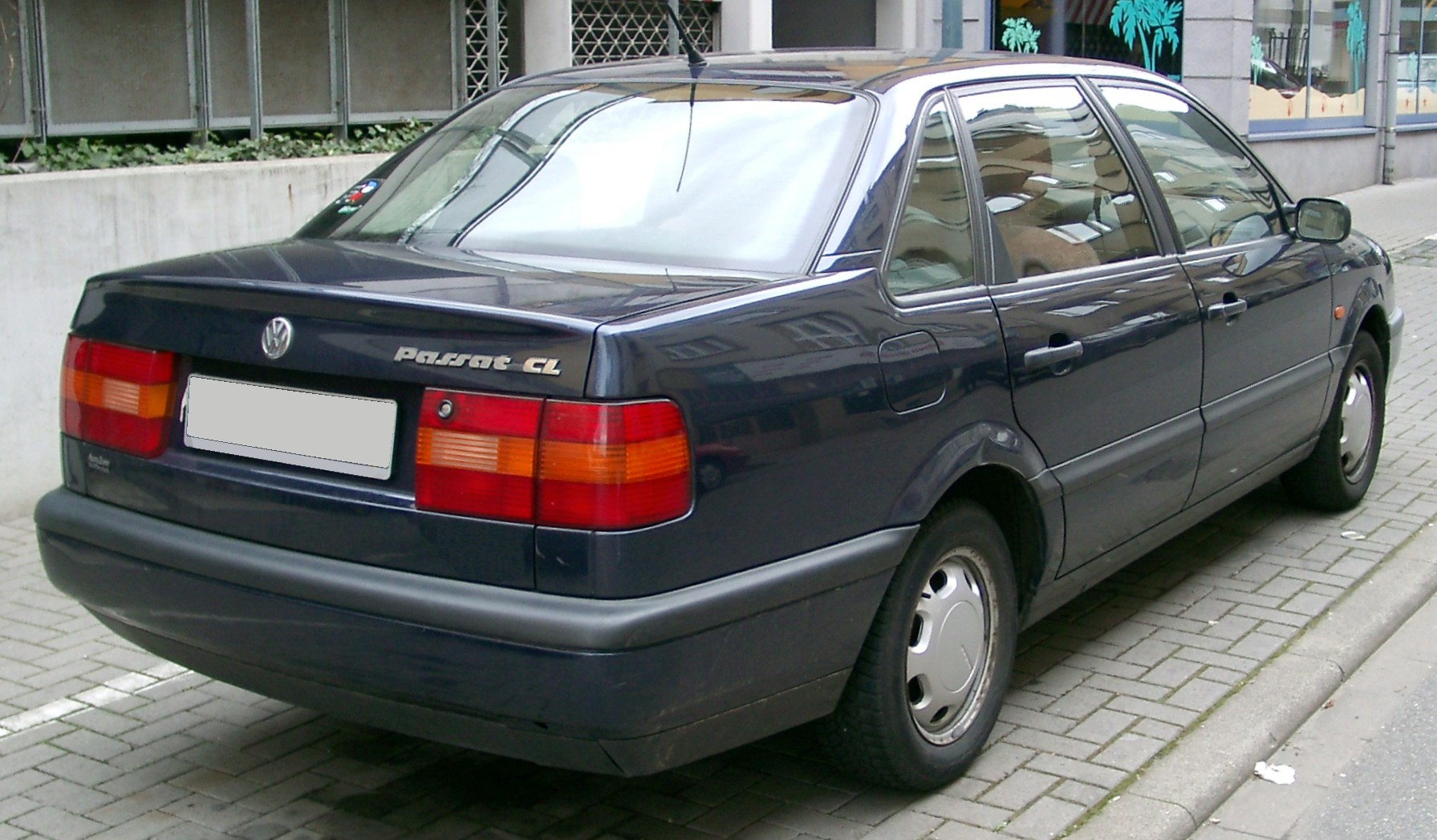
Volkswagen Passat B4

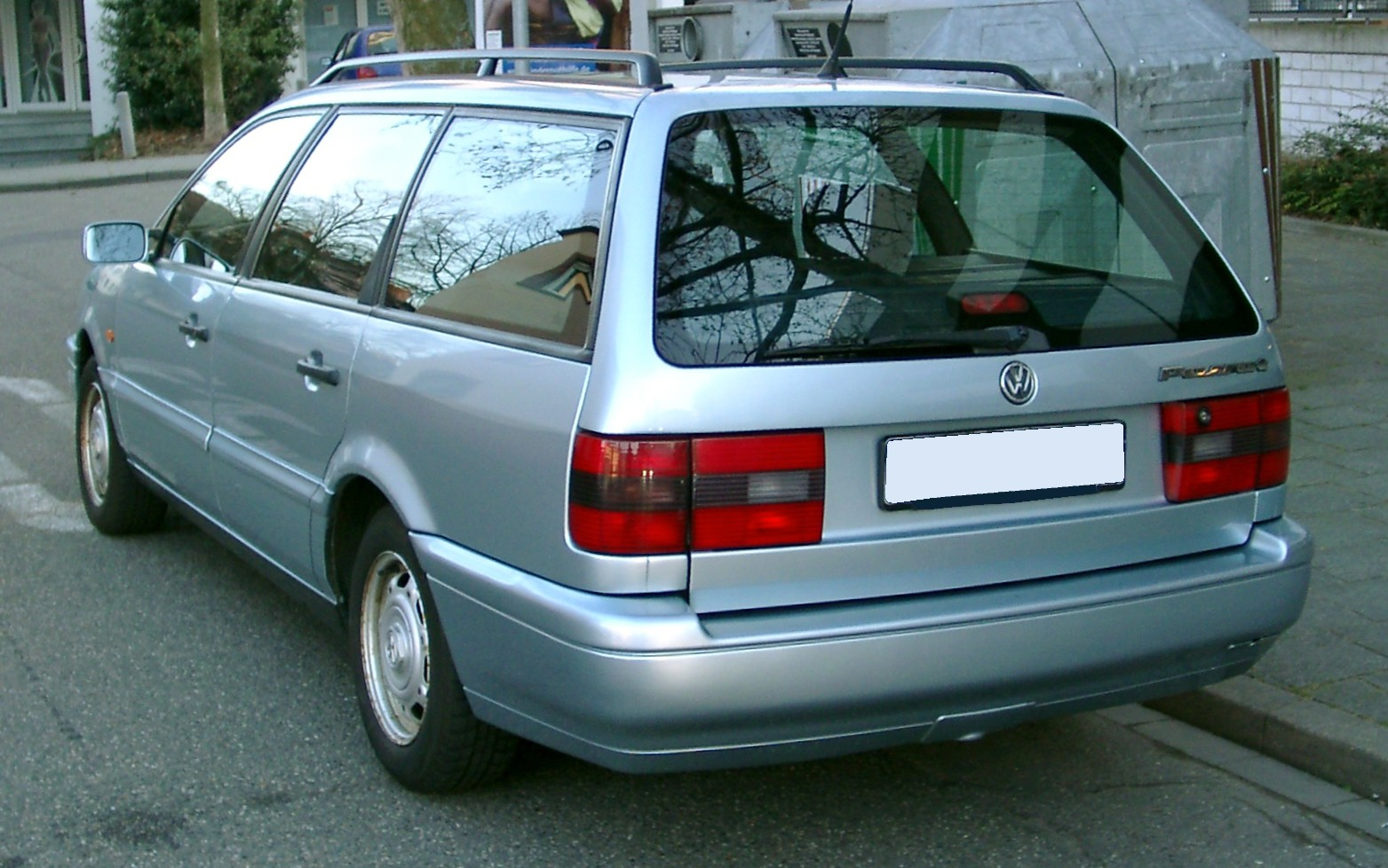
Volkswagen Passat B4 Variant

Хоча за своєю конструкцією автомобілі не значно відрізняються від попередників їх прийнято вважати четвертим поколінням Passat, яке отримало індекс В4. Автомобілі відрізняється від B3 зовнішніми кузовними панелями і оформленням салону. На Passat знову з'явилася решітка радіатора, виконана в стилі інших моделей Volkswagen. На Європейському ринку Volkswagen Passat В4 був доступний у комплектаціях L, CL, GL, GT і VR6, повнопривідна версія традиційно отримала назву syncro.
Наскільки це було можливо в рамках рестайлінгу, Passat був доведений до поточного стандарту техніки безпеки. Коли вимоги стандартного встановлення подушок безпеки стали дедалі гучнішими в Німеччині в результаті тестів на аварії, ініційованих журналом «Auto, Motor und Sport», Volkswagen був одним із перших масових виробників, який розробив подушку безпеки для середніх і компактних автомобілів, так звана «Eurobag». Він пропонувався як опція для Passat B3 з 1992 року. У Passat B4 подушки безпеки для водія та переднього пасажира в поєднанні з натягувачами ременів безпеки, які раніше були доступні лише за додаткову плату, тепер встановлюються в Німеччині в стандартній комплектації, як і ABS. На додаток до стандартів безпеки попередньої моделі, які були досить високими для свого часу, B4 мав стійкі профілі, встановлені в дверях для забезпечення захисту від бокового удару.
Ще один недолік, непостійний трос перемикання передач попередньої моделі (фактично технологія, запозичена з Golf), був замінений на переглянуту версію. У моделі B4 Volkswagen вперше застосував двигун TDI, дизельний двигун з електронним керуванням і прямим уприскуванням. Чотирициліндровий двигун з робочим об’ємом 1,9 літра був представлений у той же час у Golf того часу. Технічно він являє собою подальший розвиток 2,5-літрового п'ятициліндрового двигуна TDI, представленого в Audi 100 у 1989 році. У Passat він встановлювався поперек напрямку руху і, на відміну від п'ятициліндрового, мав повітря датчик маси вперше. Високий попит спочатку призвів до тривалого терміну доставки для TDI. Двигун виробляв 66 кВт (90 к.с.) і мав крутний момент 202 Нм при 1900 об/хв. Ближче до кінця періоду виробництва B4 (протягом 1996 модельного року) він був доповнений більш потужним варіантом з 81 кВт (110 к.с.). Це можна було розпізнати ззовні по червоному прапору праворуч на логотипі TDI. Вперше потужний дизель мав турбокомпресор зі змінною геометрією турбіни та досягав крутного моменту 235 Нм при 1900 об/хв.
Загальний обсяг виробництва Passat B4 приблизно 1 164 300 автомобілів з 1993 по 1998 рік, з яких близько 60 % становили універсали. Випуск зупинений в 1996 році, коли йому на заміну прийшов Volkswagen Passat B5.

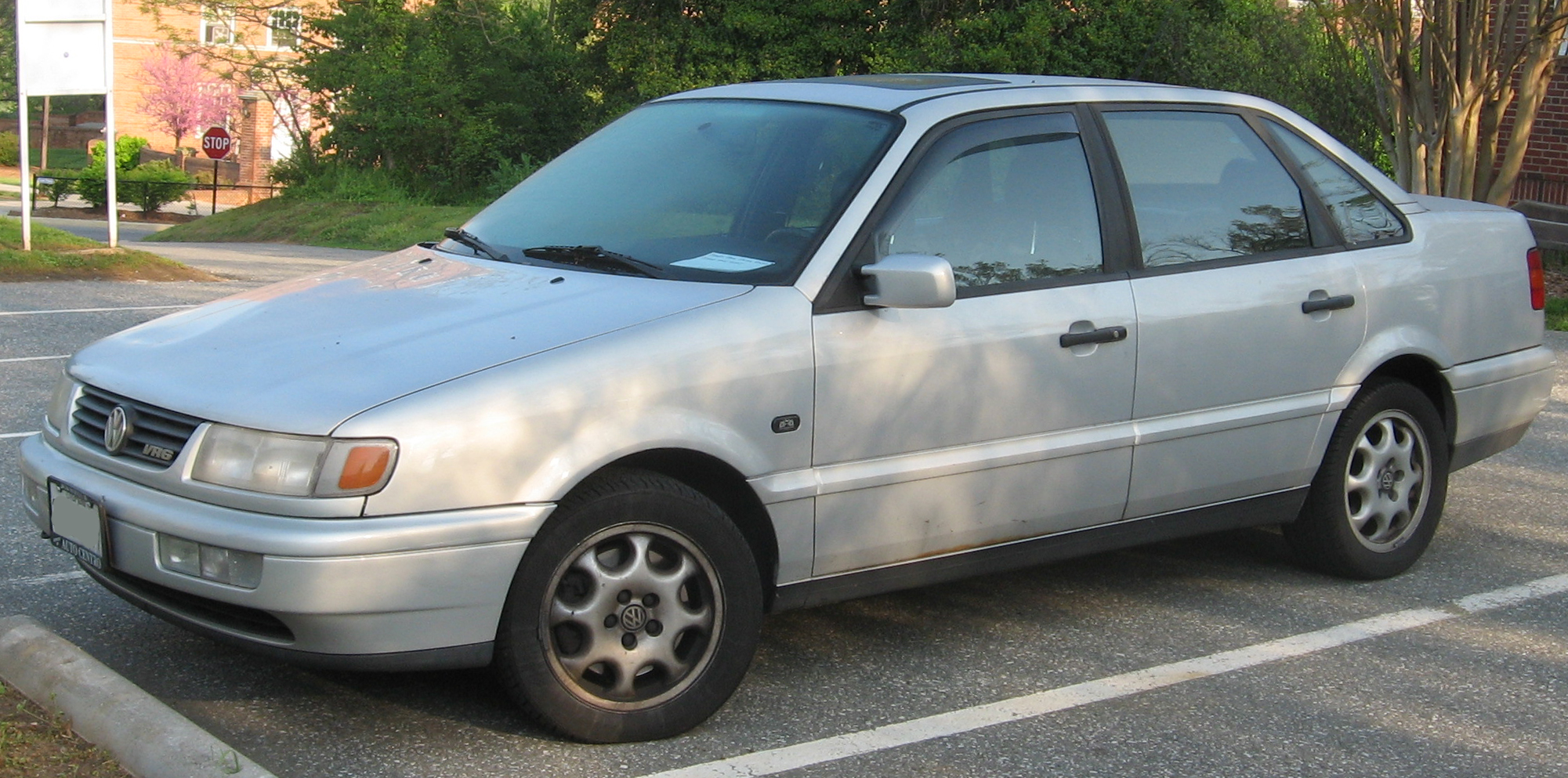
Volkswagen Passat VR6 B4 для ринку США
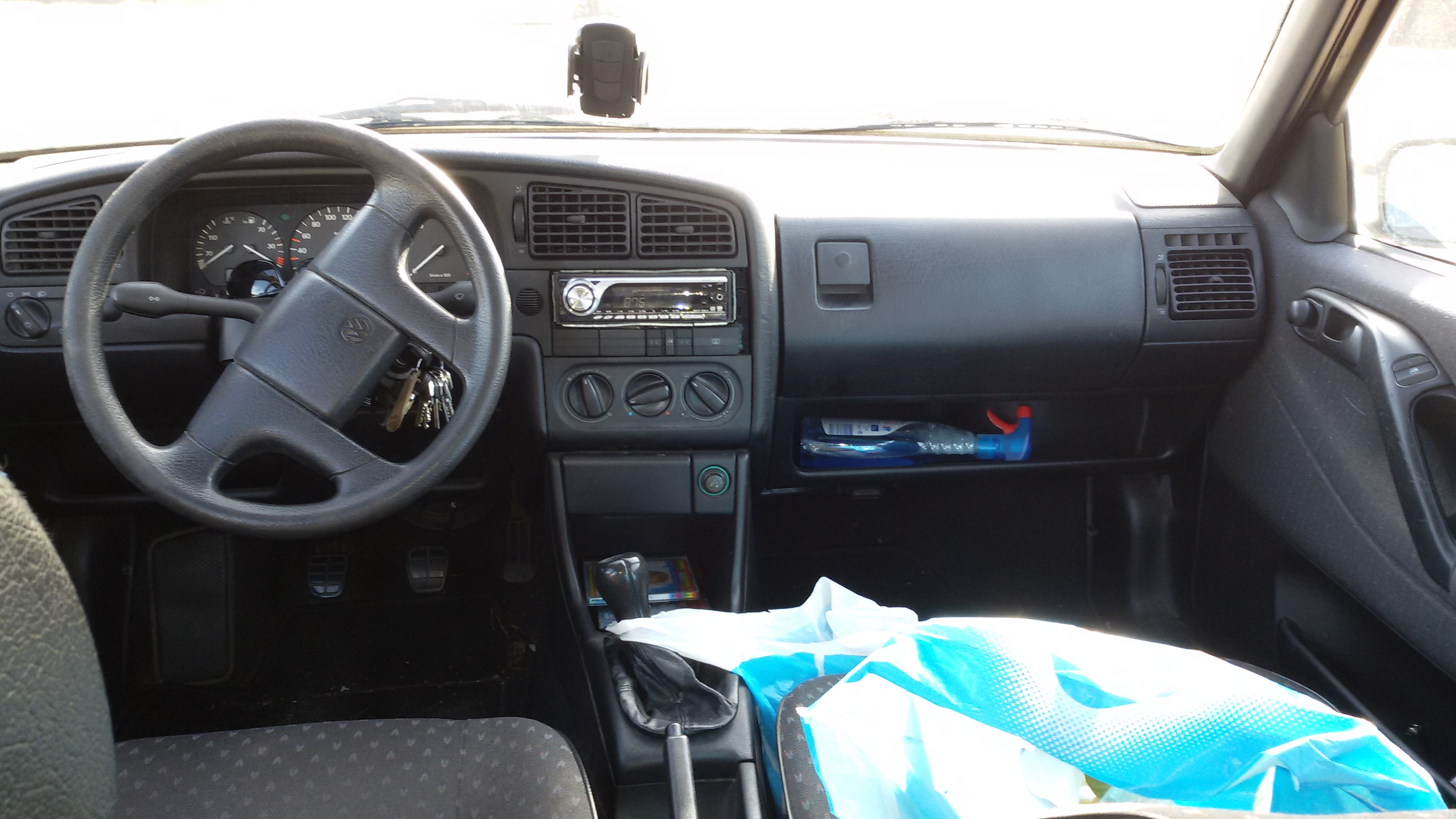